# Kochajmy straszydła
Kochajmy straszydła – polski serial animowany zrealizowany w 1970 roku. Scenariusz napisany przez Ryszarda Słapczyńskiego.

## Fabuła
Serial opowiada o przygodach szalonego reportera – Egona Sensacego Rysia, który poznaje mniej lub bardziej przerażające straszydła, które czasem okazują się pomysłowe i sympatyczne.

## Autorzy
Reżyseria:
- Krzysztof Dębowski (odcinki: "Szalejący reporter", "Sensacyjny reportaż")
- Alina Maliszewska (odcinek: "Zlot")
- Ryszard Słapczyński (odcinek: "Większe sukcesy")
- Roman Huszczo (odcinek: "Szatańskie tempo")
- Zofia Oraczewska (odcinek: "Turyści")
- Stefan Szwakopf (odcinek: "Podstęp Boruty")

## Spis odcinków
1. Szalejący reporter
2. Sensacyjny reportaż
3. Zlot
4. Pierwsze sukcesy
5. Szatańskie tempo
6. Turyści
7. Podstęp Boruty

Serial został wydany na VHS przez Demel